# Salvador Gutiérrez Solís
Salvador Gutiérrez Solís (Córdoba, 1968) es un escritor español.

## Trayectoria literaria
Gutiérrez Solís inició su carrera literaria en 1995 con la novela Dictando al cojo. En 1999 publicó La novela de un novelista malaleche, primera de la serie que tiene por protagonista al escritor de provincias Germán Buenaventura y que resultó finalista del Premio Andalucía de la Crítica de novela, que obtendría en 2013 por El escalador congelado.
En 2005 publicó El sentimiento cautivo, una novela ambientada en la dictadura franquista que refleja la ausencia de libertad y la represión de los sentimientos durante esa época.
En Biografía autorizada (2015) hace un repaso emocional y musical de los últimos 40 años, a través de la mirada de una ficticia estrella del rock.
En 2016 inició con Los amantes anónimos la saga protagonizada por la inspectora Carmen Puerto, que tuvo continuación en El lenguaje de las mareas (2020) y Solo vive quien muere (2022).
También es autor de la biografía Barnaby Conrad, una pasión española (2007) y de la novela juvenil Los populares del Magik (2021).
Es colaborador habitual en medios de prensa escrita y ejerce de crítico literario para diferentes revistas literarias. Es director literario de CordoBlack, Festival de Novela Negra del Sur y de Mairena Black, Festival de Novela Negra del Alarafe sevillano, así como de Verbo, Festival de la Palabra, y profesor del Máster de Escritura Creativa de la Universidad Internacional de Valencia.
Es conocido también por sus relatos cortos de suspense, publicados como hilos en la red social Twitter. Sony Pictures Spain ha creado una serie, titulada Los hilos del miedo, inspirada en los textos de Gutiérrez Solís.

## Premios
- Premio de novela “Universidad de Sevilla”, en 1995.
- Ayuda a la Creación Literaria (Mto. de Cultura), en 1995.
- Premio de narrativa “Josep Pascual Tirado”, en 1996.
- Premio de novela “Juan Valera”, en 1997.
- Premio de narrativa “Gobierno de la Rioja”, en 1998.
- Premio de narrativa “Leonor de Córdoba”, en 1999.
- Premio de novela “Diputación de Córdoba”, en 2001.
- Primer Premio Bienal de Cuentos Santa Cruz de Tenerife, en 2005.
- Premio Andalucía de la Crítica de Narrativa, en 2013.

## Finalista
- “Ateneo de Sevilla Joven de Novela”, en 1998.
- “Ciudad de Salamanca de Novela”, en 1998.
- “Ateneo de Valladolid de Novela”, en 1999.
- “Andalucía de la Crítica”, en 2000 y 2006.
- “Premio Nacional de la Crítica”, en 2000.
- “Fernando Lara de Novela”, en 2003.

## Obra publicada

### Obra propia
- Dictando al Cojo (Universidad de Sevilla, 1996).
- La sonrisa de Lucía (Ediciones Osuna, 1997).
- La Quiniela (novela corta; 1998, Gobierno de La Rioja).
- El color de la sangre (1998)
- La novela de un novelista malaleche (DVD Ediciones, 1999).
- El coleccionista (Círculo de Lectores, 2000).
- La fiebre del Mercurio (Diputación de Córdoba,  2001).
- Spin off (DVD Ediciones, 2001).
- Más de cien bestias atrapadas en un punto (DVD Ediciones, 2003).
- Jugadores y coleccionistas  (Editorial Plurabelle, 2004).
- El sentimiento cautivo (Fundación José Manuel Lara, 2005).
- El batallón de los perdedores (Editorial Berenice, 2006).
- Barnaby Conrad, una pasión española (Fundación José Manuel Lara, 2007).
- Guadalajara (Editorial Berenice, 2007).
- El orden de la memoria (Ediciones Destino, 2009).
- Escritores (colección de relatos; Ediciones El Olivo Azul, 2011).
- El escalador congelado (Ediciones Destino, 2012).
- Biografía autorizada (La Isla de Siltolá, 2015).
- El lenguaje de las mareas (Editorial Almuzara, 2020).
- Los amantes anónimos (Almuzara, 2021).
- Los populares del Magik (novela juvenil; Editorial Algar, 2021).
- Solo vive quien muere (Almuzara, 2022).
- "Colgados de un hilo" (Almuzara, 2023).

### Participación en antologías
- 20 narradores (selección de obras de jóvenes narradores cordobeses;  Junta de Andalucía, 1997).
- 27 narradores (Centro Cultural Generación del 27, Málaga, 1999).
- 10 años de cuento (Ediciones Calambur, 2001).
- Cuento al Sur, 50 años de cuento en Andalucía (Ediciones Batarro, 2001).
- 10 narradores andaluces (El Giraldillo, 2003).
- En pie de Paz. Escritores contra la guerra (Plurabelle, 2003).
- Golpes, ficciones de crueldad social (DVD Ediciones, 2004).
- Relatos para leer en el autobús (Cuadernos del Vigía, 2005).
- Quijote, Instrucciones de Uso (2005).
- Narradores Cordobeses (Ánfora Nova, 2006).
- Narradores Andaluces (Universidad de Guadalajara, México, 2006).
- Y se hizo Córdoba... (Almuzara, 2006).
- Tripulantes (Vinalia Trippers, 2007).
- Hank Over (Caballo de Troya/Mondadori, 2008).
- Elegías Íntimas. Instantáneas de Cineastas (DocumentaMadrid, 2008).
- Microcuento en Andalucía (Ediciones Batarro, 2009).
- 22 Escarabajos (Páginas de Espuma, 2009).
- El Libro del Voyeur (Ediciones del Viento, 2010).
- Relatos sobre la primera vuelta al mundo (Ayuntamiento de Sevilla, 2021).

### Cortometrajes para Tik Tok
- Serie: "Los hilos del miedo" (2024)